# Johann Anton André
Johann Anton André (ur. 6 października 1775 w Offenbach am Main, zm. 6 kwietnia 1842 tamże) – niemiecki kompozytor i wydawca muzyczny.

## Życiorys
Był trzecim synem Johanna André. Pobierał lekcje śpiewu oraz gry na skrzypcach i fortepianie. Jego nauczycielami byli Ignaz Fränzl i Ferdinand Fränzl. Studiował na uniwersytecie w Jenie. W 1799 roku przejął po ojcu firmę wydawniczą i unowocześnił ją, wprowadzając litografię. Nabył od Konstancji Mozart spuściznę po Wolfgangu Amadeusu Mozarcie i zajął się wydawaniem jego utworów. Opublikował dokumentalny spis dzieł kompozytora pt. Mozarts thematischer Katalog, so wie er solchen vom 9. Februar 1784 bis zum 15. November 1791 eigenhändig geschrieben hat, nebst einem erläuternden Vorbericht von A. André (Offenbach 1805, 2. wydanie 1828). Pracował nad monumentalnym, 6-tomowym dziełem Lehrbuch der Tonsetzkunst, zdołał jednak ukończyć jedynie dwa pierwsze tomy (I 1832, II 1842).
Skomponował dwie opery (Rinaldo und Alcina i Die Weiber von Weinsberg), mszę, Te Deum, 48 pieśni, 9 symfonii, 7 koncertów, 3 uwertury, 5 kwartetów, 3 tria, 6 sonat na skrzypce, 27 duetów oraz utwory na instrument klawiszowy.